# سد العظيم الأثري
سد العظيم الأثري وهو سد أثري يقع في محافظة ديالى في العراق، بُني سد العظيم الأثري على نهر العظيم، ويعتبرثاني أقدم سد أثري في العراق بعد سد سنحاريب بوادي خان بالقرب من محافظة نينوى وأقدم مشروع ري في محافظة ديالى ويرجع تاريخ بنائه إلى العصر الساساني (637-226) قبل الميلاد.

## هيكلية السد
يبلغ طول السد 225 م، ويتكون من جدار مقام من الخلف على طريقة الجدران الداعمة لمقاومة ضغط المياه التي تتجمع أمام السد. يبلغ عرض السور 11 متراً من الأسفل ويضيق تدريجياً ليصبح 6 أمتار في الأعلى. يبلغ ارتفاعه 12 م. أما طوله بين الضفتين فيبلغ حوالي 140 م، أُستخدم في بناءه الحجر الرملي الموجود في تلال حمرين في موقع السد، حيث قُطِعت الأحجار بأطوال تتراوح بين (1.4) م وعرض (0.45 - 0.60) م وسماكة (0.35) م.

## السد عبر التاريخ
بُني السد في العصر الساساني (637-226) قبل الميلاد واستمر في تحقيق الغرض الذي أنشئ من أجله حتى انهار في أواخر القرن الثاني عشر بعد الميلاد بعد حدوث صدع فيه. يعتقد البعض أن سبب انهيار السد هو الحروب والغزوات التي حدثت في العصر العباسي، حيث كان نهر العظم أهم حصن دفاعي في ذلك الوقت. أثناء إنشاء سد العظيم الحديث تمت أعمال صيانة السد الأثري الذي يفصل بينه وبينه مسافة 2 كم جنوب السد الحديث، من قبل وزارة الثقافة والآثار والسياحة / الهيئة العامة للشئون الخارجية برئاسة عالم الآثار برهان شاكر في الأعوام 1993-1994.
في عام 2022 أُدرج سد العظيم الأثري في ديالى والقنطرة البيضاء في كربلاء ضمن سجل التراث العالمي للري، خلال انعقاد اجتماعات المجلس التنفيذي الثالث والسبعين للمنظمة الدولية للري والبزل (ICID) في السادس من شهر تشرين الأول بمدينة اديليد جنوب استراليا.

## اقرأ ايضاً
- سد العظيم